# Glypta pansa
Glypta pansa là một loài tò vò trong họ Ichneumonidae.